# Hans Leybold
Hans Leybold, né le 2 avril 1892 à Francfort-sur-le-Main et mort le 8 septembre 1914 à Itzehoe, est un poète et écrivain expressionniste allemand.